# Apamea basimacula
Apamea basimacula is een vlinder uit de familie uilen (Noctuidae). De wetenschappelijke naam van deze soort is voor het eerst geldig gepubliceerd in 1833 door Boisduval.
De soort komt voor in tropisch Afrika.